# Светозар Вујковић
Светозар Тоза Вујковић (1899 — 1949), управник логора на Бањици за време Другог светског рата.

## Биографија
Рођен је 1899. у Смедеревској Паланци у сиромашној породици. Као младић одлази у Београд где је завршио основну школу, а затим се запослио у фабрици метала у Смедереву.
Као омладинац исказивао је симпатија према комунизму, па је убрзо постао члан Савеза металских радника Смедерева, а затим и члан Савеза комунистичке омладине Југославије.
После једног неуспешног штрајка скојеваца, оптужен је од истих да је извршио проневеру новца па је искључен из чланства. Тада је заоштрио своје односе са комунистима и постао њихов велики противник.
Године 1930. запослио се у полицији. На тој дужности је остао све до почетка рата и вршио улогу иследника затворених присталица и чланова Комунистичке партије Југославије пошто је као њихов бивши присталица знао много. Радио је једно време у Четвртом антикомунистичком одсеку у згради Специјалне полиције Управе града Београда, а такође и у затвору „Главњача“.
Априлски рат, 1941. године, је дочекао као резервни потпоручник. Капитулација га је затекла у Чачку, али се ускоро пријавио новим властима и ставио на располагање. У мају 1941. био је командант жандармеријске станице у селу Гостиље код Ужица, а затим је прешао на рад у Ужице. У јуну долази у Београд и кратко време ради у Четвртом одсеку Специјалне полиције. По формирању логора на Бањици, постављен је за његовог управника. Ову дужност је обављао од јула 1941. до октобра 1944, када је логор расформиран. На Вујковића су скојевци извршили атентат 5. августа 1941, који је Вујковић преживео.
Побегао је у Аустрију, али су га ту заробили службеници ОЗНЕ и вратили у земљу на суђење. Иако је његова пресуда на смрт донета још 1945. године није одмах ликвидиран, јер је много знао. Био је у затвору дуго времена. Године 1949. је тајно ликвидиран, а постоји и вероватноћа да је умро природном смрћу.